# Kung Jing av Zhou (Gui)
Kung Jiing av Zhou, var en kinesisk monark. Han var kung av Zhoudynastin 544–521 f.Kr.